# Ворен (Арканзас)
Ворен (енгл. Warren) град је у америчкој савезној држави Арканзас.

## Демографија
По попису из 2010. године број становника је 6.003, што је 439 (-6,8%) становника мање него 2000. године.
| Група             | 2000.         | 2010.         |
| Белци             | 3.443 (53,4%) | 2.583 (43,0%) |
| Афроамериканци    | 2.628 (40,8%) | 2.454 (40,9%) |
| Азијати           | 5 (0,1%)      | 18 (0,3%)     |
| Хиспаноамериканци | 327 (5,1%)    | 901 (15,0%)   |
| Укупно            | 6.442         | 6.003         |